# Municipio Valencia (Carabobo)
Valencia es un municipio ubicado en el Sur del estado venezolano de Carabobo. Con una superficie de 623 km², es el segundo municipio más grande del estado, después de Carlos Arvelo. Limita al Norte con el Municipio Naguanagua; al Sur con el Estado Cojedes; al Este con el Municipio San Diego, Los Guayos y Carlos Arvelo; y al Oeste con Municipio Libertador. Es uno de los 5 municipios que conforman la ciudad de Valencia, está compuesto por nueve parroquias y dos ciudades: Los Naranjos y la capital municipal y estadal, Valencia.
Con 7 080 277 habitantes, es el municipio más poblado del estado. Con 968 991 habitantes, su capital es la ciudad más poblada del estado y la cuarta más poblada del país. Con una densidad poblacional de 1573.47, es el tercer municipio más densamente poblado del estado, después de Los Guayos y  Diego Ibarra.

## Antecedentes históricos
La historia del municipio se remonta a una época en la que la Ciudad de Valencia y el Municipio Valencia constituían una única entidad, tanto en términos de conglomeración urbana como de delimitación político-administrativa. Esta unificación se mantuvo prácticamente inalterada desde su fundación en 1555.
En 1996, con motivo del proceso de descentralización que atravesaba Venezuela desde principios de la década, se ejecuta la Ley de División Político-Territorial (Gaceta Oficial Extraordinaria n°494) ocasionando que un mucho más extenso Municipio Valencia —antiguo Distrito Valencia— se separara en 5 municipios autónomos distintos: Municipio Naguanagua, Municipio San Diego, Municipio Los Guayos, Municipio Libertador y un muy reducido Municipio Valencia. Desde ese momento el concepto de Ciudad de Valencia pasó a ser una delimitación de facto correspondiente a la aglomeración urbana de esos 5 municipios —que antes fungían como parroquias—, mientras que el Municipio Valencia pasó a ser una división político-administrativa de menor tamaño.
Tal distinción de conceptos quedó nuevamente consagrada en 2004 a través de lo plasmado en la nueva Ley de División Político-Territorial del Estado Carabobo expuesta en la Gaceta Extraordinaria del Estado Carabobo N°1633, expresándose que Valencia como ciudad efectivamente estaba integrada por los 5 municipios que originalmente la componían antes del proceso de descentralización, sin que ello implique disminución alguno en la autonomía de cada uno estos.
Ello se realizó con motivo de evitar que la trascendencia de la ciudad se perdiera en el proceso de mejorar la administración local, lo que en su momento hizo que diversos personajes importantes de la ciudad se pronunciaran para hacer algo al respecto. Oswaldo Feo Caballero (historiador valenciano) comenta al respecto:
"Tengo la satisfacción de haber luchado con éxito por la unidad territorial de Valencia. Comenzando la década de los años 90, cuando hubo la polémica por el desmembramiento que tendría Valencia por la separación de sus parroquias Naguanagua, San Diego, Los Guayos, Tocuyito y Campo de Carabobo para convertirlas en municipios, nos correspondió redactar el artículo 7 de la Ley de División Político Territorial para impedir la división de Valencia. Ese artículo, aprobado por la Asamblea Legislativa, en 1996, consagra que la ciudad de Valencia está constituida, en su aspecto urbano, por las parroquias Catedral, Candelaria, El Socorro, Miguel Peña, Rafael Urdaneta, San José, Santa Rosa, más los municipios Naguanagua, San Diego, Los Guayos y Libertador que constituyen una unidad urbana indisoluble a los efectos estadísticos, urbanos".
En la actualidad, el municipio está integrado por las parroquias urbanas de la Candelaria, Catedral, Miguel Peña, Rafael Urdaneta, San José, San Blas, Santa Rosa, El Socorro y la Parroquia No Urbana Negro Primero.
El Ministerio de Relaciones Interiores, Justicia y Paz intervino la Policía Municipal de Valencia, el 5 de septiembre de 2017.

## Demografía
El municipio posee una superficie de 623 km² y una población para el año 2018 de 829.856 habitantes, acogiendo al 37% de la población total del estado, de acuerdo a los datos derivados del censo INE 2011.

## Símbolos

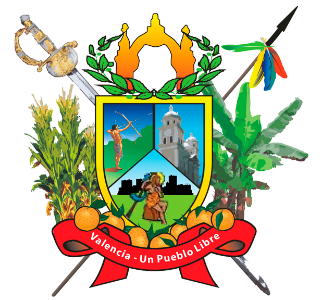
Escudo del Municipio Valencia desde 2009.

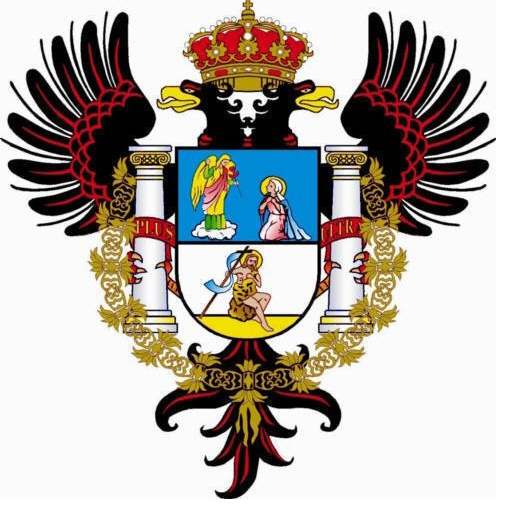
Escudo del Municipio Valencia desde 1992 hasta 2009.

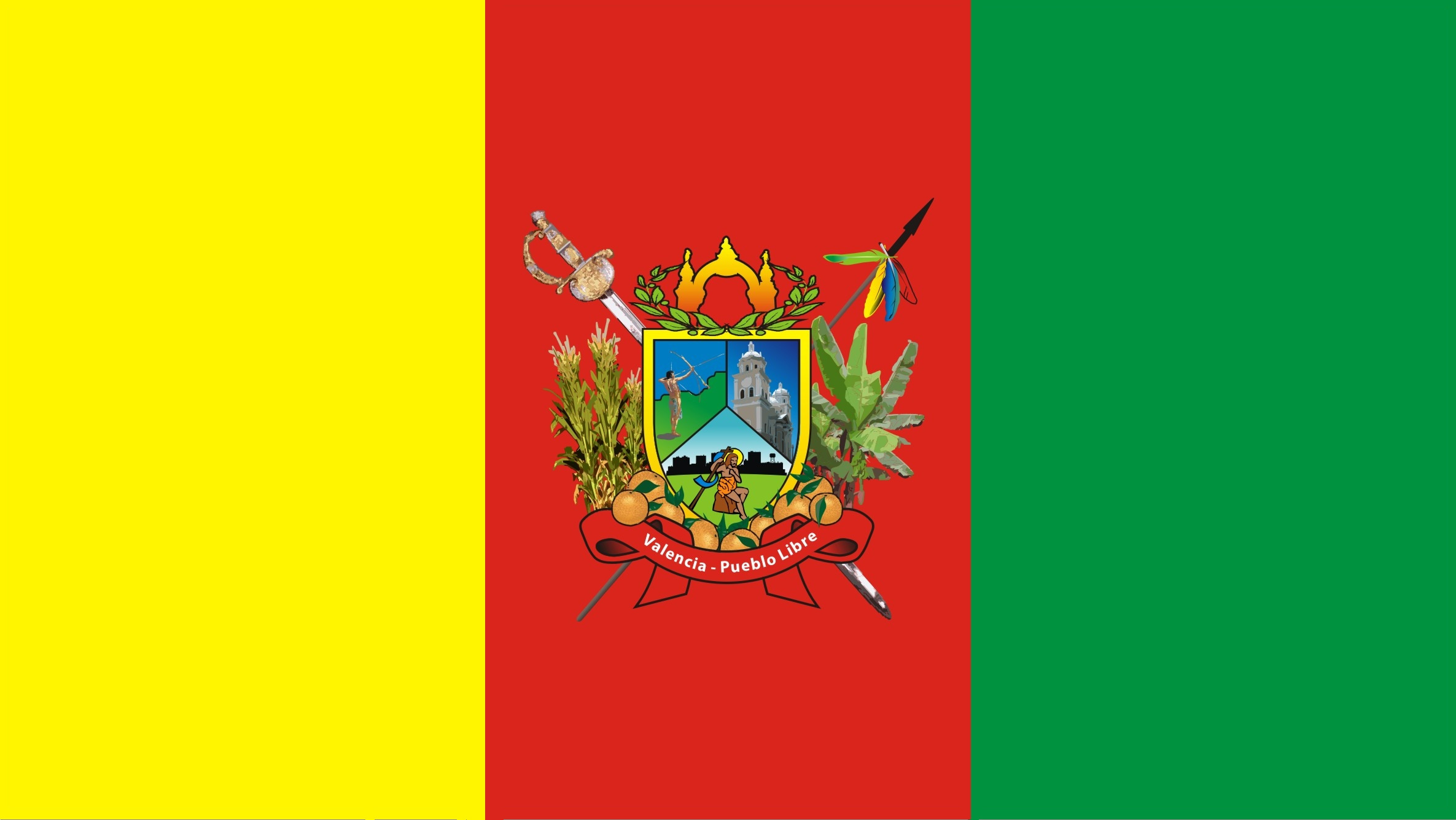
Bandera del Municipio Valencia desde 2009.

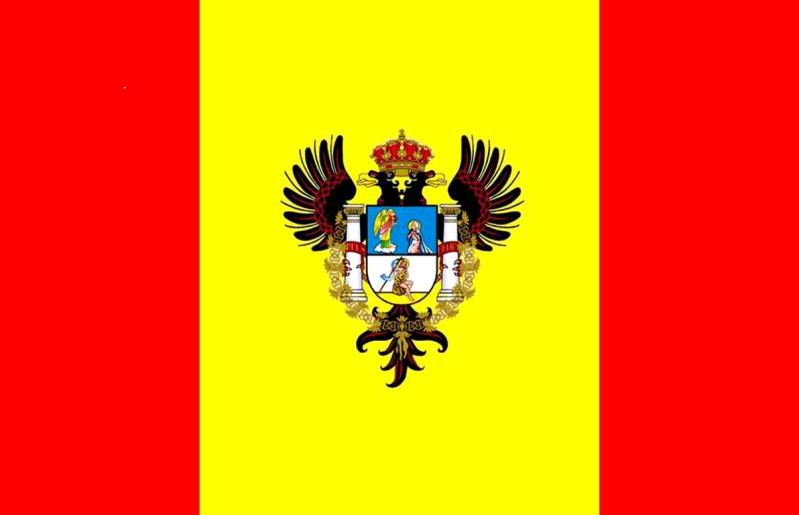
Bandera del Municipio Valencia desde 1992 hasta 2009.

## Organización parroquial

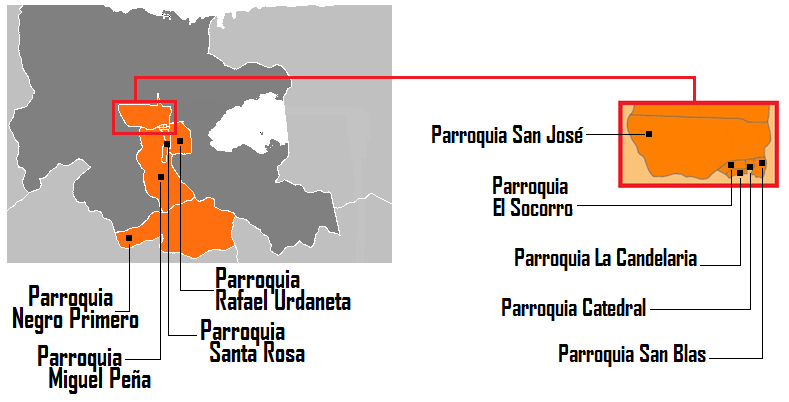
Parroquias que integran el Municipio Valencia

| Parroquias                        | Población 2011 |
| --------------------------------- | -------------- |
| Parroquia Urbana Candelaria       | 25.496         |
| Parroquia Urbana Catedral         | 2.230          |
| Parroquia Urbana El Socorro       | 5.406          |
| Parroquia Urbana Miguel Peña      | 371.087        |
| Parroquia Urbana Rafael Urdaneta  | 191.004        |
| Parroquia Urbana San Blas         | 22.778         |
| Parroquia Urbana San José         | 132.534        |
| Parroquia Urbana Santa Rosa       | 70.449         |
| Parroquia No Urbana Negro Primero | 8.872          |

### Creación del municipio Miguel Peña

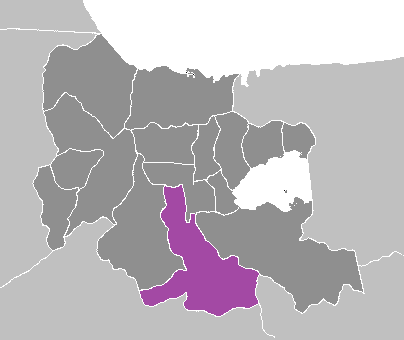
Delimitación del futuro Municipio Miguel Peña, cuando se oficialice su creación

De acuerdo a la Ley de División Político-Territorial del Estado Carabobo de 2004, está previsto que la Parroquia Miguel Peña del Municipio Valencia sea elevada a carácter de municipio autónomo en algún momento a futuro, por obra de la Gobernación de Carabobo. Una vez que suceda, el futuro Municipio Miguel Peña contará con autoridades propias (un Alcalde) distintas a aquellas que posea el Municipio Valencia, viendo este último reducido su territorio por primera vez desde 1996.
Queda igualmente previsto que la Parroquia No Urbana Negro Primero pase a formar parte de ese futuro Municipio Miguel Peña cuando se vuelva efectiva su creación. Aunque su nacimiento estuvo previsto durante el transcurso del año posterior a la promulgación de la ley, la elección de sus autoridades se ha visto retrasada por motivos varios. Una vez que se concrete su elevación a municipio, se procederá a la creación del denominado Distrito Metropolitano Valencia.

## Ciudad, Distrito Metropolitano y Área Metropolitana

### Ciudad de Valencia

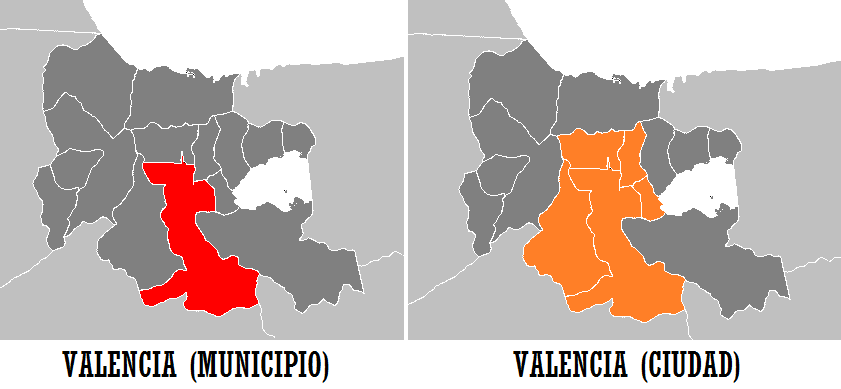
El Municipio Valencia y la Ciudad de Valencia

A pesar de la separación de carácter político-administrativo que existió con un Municipio Valencia de mayor tamaño (llamado «Distrito Valencia») por la elevación de algunas parroquias al carácter de municipios, la integración socioeconómica, cultural y urbana se mantuvo a través de la figura de la «Ciudad de Valencia» (que no debe ser confundida con el «municipio Valencia») compuesta por los cinco municipios autónomos que originalmente estaban unidos bajo una misma autoridad local.
Es de notar que el término de «Ciudad de Valencia» abarca mucho más allá de la extensión del municipio homónimo (Municipio Valencia), lo cual es una confusión muy recurrente a pesar de que la «Ciudad» se extiende ininterrumpidamente sobre cinco municipios autónomos (Valencia, San Diego, Naguanagua, Los Guayos y Libertador). Cada uno de los cinco municipios que constituyen la ciudad de Valencia poseen alcaldías autónomas con parroquias propias donde ejercer sus competencias. Además de estos, otros municipios del estado se encuentran dentro de su área de influencia, por lo cual posteriormente se constituyó el Área Metropolitana de Valencia.

### Distrito Metropolitano de Valencia
De acuerdo con el artículo 9.º de la Ley de División Político-Territorial del Estado Carabobo promulgada en 2004, una vez que la Parroquia Miguel Peña sea elevada al carácter de Municipio Autónomo y sean juramentadas sus autoridades electas (Alcalde y Concejo Municipal), se plantea la creación del Distrito Metropolitano Valencia, el cual será un órgano político-administrativo que coordinará el funcionamiento de la ciudad de Valencia a través de la Alcaldía Mayor de Valencia cuando ocurra la creación de la misma, siendo ésta una forma coordinar y planificar el desarrollo de la ciudad en conjunto de los seis (6) alcaldes preexistentes de los municipios que conformarían la ciudad.

### Área Metropolitana de Valencia
Es la principal área urbanística del Estado Carabobo, que comprende los cinco Municipios de la Ciudad de Valencia (Municipio Valencia, Municipio Naguanagua, Municipio San Diego, Municipio Los Guayos y Municipio Libertador), así como también a los municipios Guacara, San Joaquín, Diego Ibarra y al Municipio Carlos Arvelo formando para todos los efectos como una unidad urbana absolutamente indivisible de nueve (9) municipios sin que ninguno de estos sufran desmedro en su autonomía, funciones político-administrativas y jurisdiccionales.

## Transporte

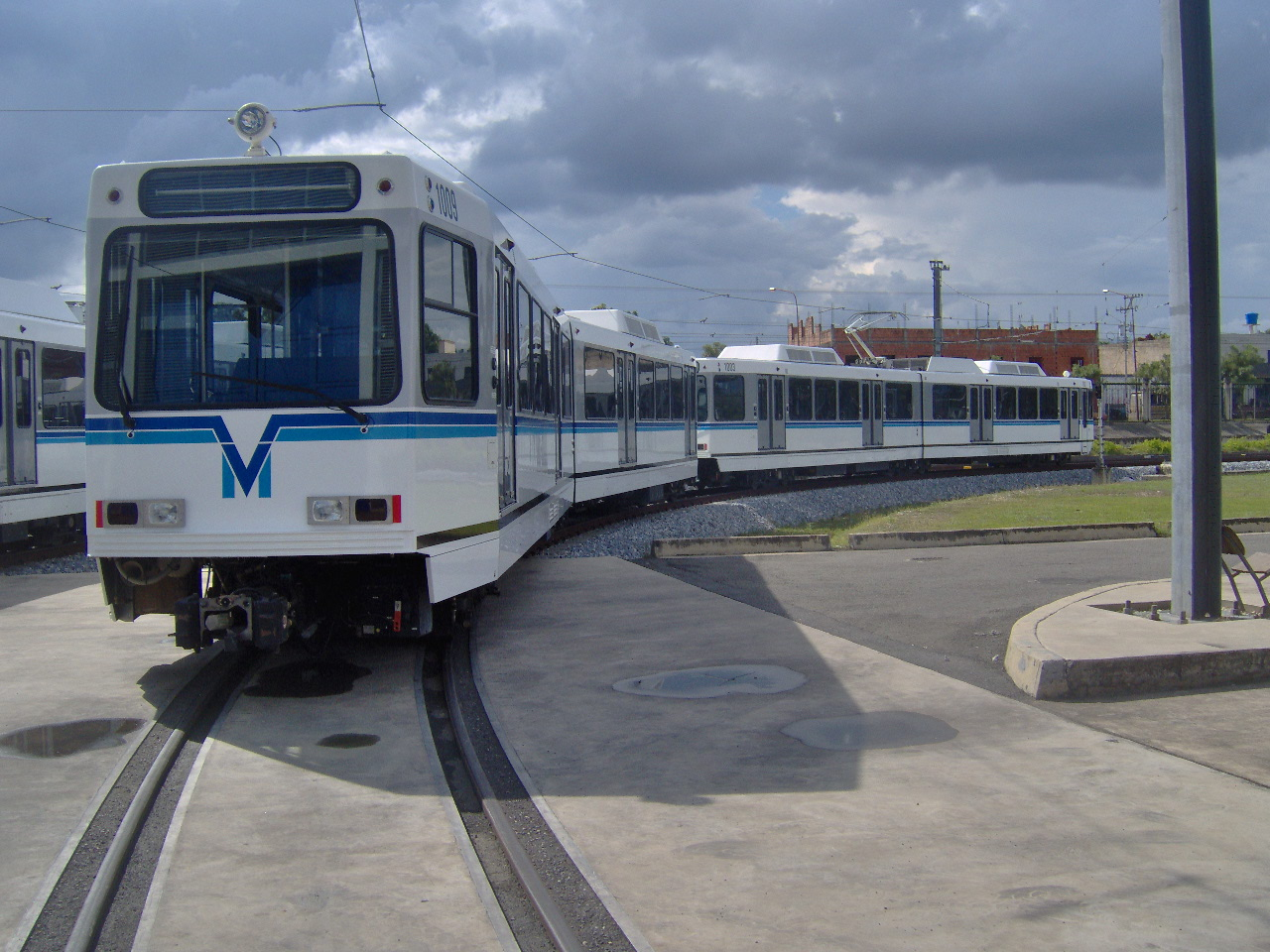
Andén del Metro de Valencia

Dentro de los límites del municipio, se encuentran siete estaciones de la Línea 1, pertenecientes al sistema Metro de Valencia. Los nombres de dichas estaciones son: Monumental, Las Ferias, Palotal, Santa Rosa, Michelena, Lara y Cedeño.
El segundo tramo de la Línea 1, son 6 estaciones y está previsto que se culmine para el año 2024.
Además, el municipio está surcado por la Autopista Regional del Centro, la Autopista Circunvalación del Este y la Autopista Circunvalación del Sur y la Autopista Valencia - Campo Carabobo.

## Política y gobierno

### Alcaldes
| Período     | Alcalde                  | Partido político / Alianza | % de votos | Notas |
| ----------- | ------------------------ | -------------------------- | ---------- | --- |
| 1989 - 1992 | Omar Sanoja Breña        | AD                         | 34,74      | Primer alcalde bajo elecciones directas |
| 1992 - 1995 | Argenis Ecarri           | COPEI                      | 51,02      | Segundo alcalde bajo elecciones directas |
| 1995 - 2000 | Francisco Cabrera Santos | PROCA                      | -          | Tercer alcalde bajo elecciones directas (se realizaron elecciones generales adelantadas en el 2000 debido a la aprobación de la Constitución de 1999)               |
| 2000 - 2004 | Francisco Cabrera Santos | ConPaco                    | 65,82      | Reelecto |
| 2004 - 2008 | Francisco Cabrera Santos | ConPaco                    | 57,41      | Reelecto |
| 2008 - 2013 | Edgardo Parra            | PSUV                       | 38,15      | Cuarto alcalde electo bajo elecciones directas (se postergan 1 año las elecciones municipales pautadas para finales del 2012) (Es destituido por el TSJ en el 2013) |
| 2013        | Alexis López             | PSUV                       | -          | (Alcalde encargado) (Designado por el Concejo Municipal en sustitución de Edgardo Parra)                                                                            |
| 2013 - 2017 | Miguel Cocchiola         | MUD                        | 54,24      | Quinto alcalde bajo elecciones directas |
| 2017 - 2021 | Jesús Marvez             | PSUV                       | 70,39      | Sexto alcalde bajo elecciones directas |
| 2021 - 2024 | Julio Fuenmayor          | PSUV                       | 59,65      | Séptimo alcalde bajo elecciones directas |
| 2024 - 2025 | Dina Castillo            | PSUV                       | -          | Alcaldesa encargada debido a la renuncia de Julio Fuenmayor. |
| 2024 - 2025 | Dina Castillo            | PSUV                       | -          | Octava alcaldesa bajo elecciones directas. |

### Concejo municipal
Período 1989 - 1992
| Concejales:        | Partido político / Alianza |
| ------------------ | -------------------------- |
| Fredd Millán       | AD                         |
| Luis Alvarado      | AD                         |
| Hector Hernández   | AD                         |
| Alfonzo Granadillo | AD                         |
| Carlos Gutiérrez   | AD                         |
| Felix Napolitano   | AD                         |
| Carlos Aguilera    | COPEI                      |
| Pedro Maldonado    | COPEI                      |
| Jorge Ortega       | COPEI                      |
| Argenis Ecarri     | COPEI                      |
| Dolores de Millán  | COPEI                      |
| Arturo Ramírez     | COPEI                      |
| Edgar Ismayel      | MAS                        |
| Rafael Feo La cruz | MAS                        |
| Alberto Salcedo    | LCR                        |

Período 1992 - 1995
| Concejales:       | Partido político / Alianza |
| ----------------- | -------------------------- |
| Max Macías        | COPEI                      |
| Pedro Maldonado   | COPEI                      |
| Alfredis Navas    | COPEI                      |
| Carmen León       | COPEI                      |
| José Núñez        | COPEI                      |
| Jorge Ortega      | COPEI                      |
| Carlos Marín      | COPEI                      |
| Dolores de Millán | COPEI                      |
| Ernesto Alejos    | COPEI                      |
| Luis Fernández    | COPEI                      |
| Raul Gojte Vargas | COPEI                      |
| Javier Bello      | AD                         |
| Carlos Gutiérrez  | AD                         |
| Olisca Calvo      | AD                         |
| Anibal Dose       | MAS                        |
| Domingo Bacalao   | MAS                        |
| Nelson Salcedo    | LCR                        |

Período 1995 - 2000
| Concejales:      | Partido político / Alianza |
| ---------------- | -------------------------- |
| Ivan Olivares    | PROCA                      |
| Luis Villarroel  | PROCA                      |
| Victor Pacheco   | PROCA                      |
| Carmen León      | PROCA                      |
| Nicomedes Boada  | PROCA                      |
| Edgar Larreal    | PROCA                      |
| Maria Domínguez  | PROCA                      |
| Jorge Preciado   | PROCA                      |
| Jorge Ortega     | COPEI                      |
| Alfredis Navas   | COPEI                      |
| Ramon Moros      | AD                         |
| Nerio Chirínos   | CONVERGENCIA               |
| German Rodríguez | LCR                        |

Período 2000 - 2005
| Concejales:           | Partido político / Alianza |
| --------------------- | -------------------------- |
| Antonio Santos        | MVR                        |
| Lubin Heras           | MVR                        |
| Nelson Navas          | MVR                        |
| Victor Suarez         | MVR                        |
| Rafael Ulloa          | MVR                        |
| Liz Zarraga           | MVR                        |
| Pablo Montoya         | MVR                        |
| Luis Guillermo Romero | PRVZL                      |
| Carmen León           | PRVZL                      |
| Armando Amengual      | PRVZL                      |
| Nelson Salcedo        | ConPaco                    |
| Nicomedes Boada       | ConPaco                    |
| Winifred Zerlin       | ConPaco                    |

Período 2005 - 2013
| Concejales:        | Partido político / Alianza |
| ------------------ | -------------------------- |
| Noe Mujica         | MVR                        |
| Luis Ortega        | MVR                        |
| Victor Suarez      | MVR                        |
| Alexis Lopez       | MVR                        |
| Augusto Martinez   | MVR                        |
| Jose Guzman        | MVR                        |
| Pedro Perez        | MVR                        |
| Pablo Montoya      | MVR                        |
| Pedro Yanez        | MVR                        |
| Oswaldo Di'Lorenzo | MVR                        |
| Iris Hernandez     | MVR                        |
| Gladys Valentiner  | ConPaco                    |
| Claudio Suarez     | ConPaco                    |

Período 2013 - 2018:
| Concejales        | Partido político / Alianza |
| ----------------- | -------------------------- |
| Daniel Sánchez    | PSUV                       |
| César Tovar       | PSUV                       |
| Maritza Guzmán    | PSUV                       |
| Henry Alvarado    | PCV                        |
| Amarily Morales   | PSUV                       |
| Orlando Tortolero | PSUV                       |
| Fernando Nuñez    | PSUV                       |
| Jaime Torres      | REDES                      |
| José Valera       | PSUV                       |
| José Bucete       | VP MUD                     |
| Judith Sukerman   | PRVZL MUD                  |
| Manuel Molina     | CC MUD                     |
| Mariela Domínguez | AD MUD                     |

Período 2018 - 2021
| Concejales        | Partido político / Alianza |
| ----------------- | -------------------------- |
| Douglas Chávez    | PSUV                       |
| Franklin Jiménez  | PSUV                       |
| Liliana Guzmán    | PSUV                       |
| Henry Alvarado    | PSUV                       |
| Genesis Suarez    | PSUV                       |
| Zenahin Sarmiento | PSUV                       |
| Indhira Díaz      | PSUV                       |
| Noel Salazar      | PSUV                       |
| Surma Bolivar     | PSUV                       |
| Angel Coronel     | PSUV                       |
| Ixael Navsrro     | PSUV                       |
| Yudelcys Marin    | PSUV                       |
| Crecia Tejaraa    | PSUV                       |

Período 2021 - 2025
| Concejales         | Partido político / Alianza |
| ------------------ | -------------------------- |
| José Daniel Borges | PSUV                       |
| Agustina Chirinos  | PSUV                       |
| Marlín Gorrín      | PSUV                       |
| Mislay Carrizalez  | PSUV                       |
| Yudelcys Marín     | PSUV                       |
| David Fernández    | PSUV                       |
| Carolina Reyes     | PSUV                       |
| Juan González      | PSUV                       |
| Luis Oliveros      | PSUV                       |
| Carlos Viloria     | PSUV                       |
| Braulio Conejero   | PJ MUD                     |
| Mariela Domínguez  | AD MUD                     |
| Franklin García    | EL CAMBIO                  |